# トーマス・カーレンベルグ
トーマス・カーレンベルグ（Thomas Kahlenberg、1983年3月20日 - ）は、デンマーク・ヴィズオウア出身の元サッカー選手。元デンマーク代表。現役時代のポジションはミッドフィールダー。

## 経歴
2005-06シーズンにはブレンビーIFからAJオセールへと移籍し、レギュラーに定着した。
2009-10シーズンからVfLヴォルフスブルクでプレー。
2013-14シーズンよりブレンビーに復帰。2017年5月28日、引退を表明。
現役引退後はヘレロプIK（デンマーク・セカンドディビジョン）のコーチに就任。2020年3月5日、新型コロナウイルスで陽性と診断されたとかつて所属したブレンビーが発表した。

## 人物
デンマーク国内では「ミカエル・ラウドルップの後継者」などと呼ばれている。パスセンスもさることながら自ら突破をして得点を上げる事も出来る。ミッドフィルダーとしては両サイドハーフ、トップ下としてプレーできるだけでなく、セカンドトップに入りフォワードとしても機能する攻撃においての万能選手である。

## 代表歴

### 出場大会
- デンマーク代表
  - 2010 FIFAワールドカップ

### 試合数
- 国際Aマッチ 47試合 5得点（2003年-2015年）[3]

| デンマーク代表 | 国際Aマッチ | 国際Aマッチ |
| 年             | 出場        | 得点        |
| -------------- | ----------- | ----------- |
| 2003           | 1           | 0           |
| 2004           | 2           | 0           |
| 2005           | 3           | 0           |
| 2006           | 5           | 1           |
| 2007           | 12          | 1           |
| 2008           | 2           | 0           |
| 2009           | 3           | 1           |
| 2010           | 8           | 1           |
| 2011           | 0           | 0           |
| 2012           | 3           | 0           |
| 2013           | 0           | 0           |
| 2014           | 7           | 1           |
| 2015           | 1           | 0           |
| 通算           | 47          | 5           |